# SN 2002lu
SN 2002lu – supernowa odkryta 23 września 2002 roku w galaktyce A033331-0916. W momencie odkrycia miała maksymalną jasność 24,00m.